# Xét nghiệm di truyền

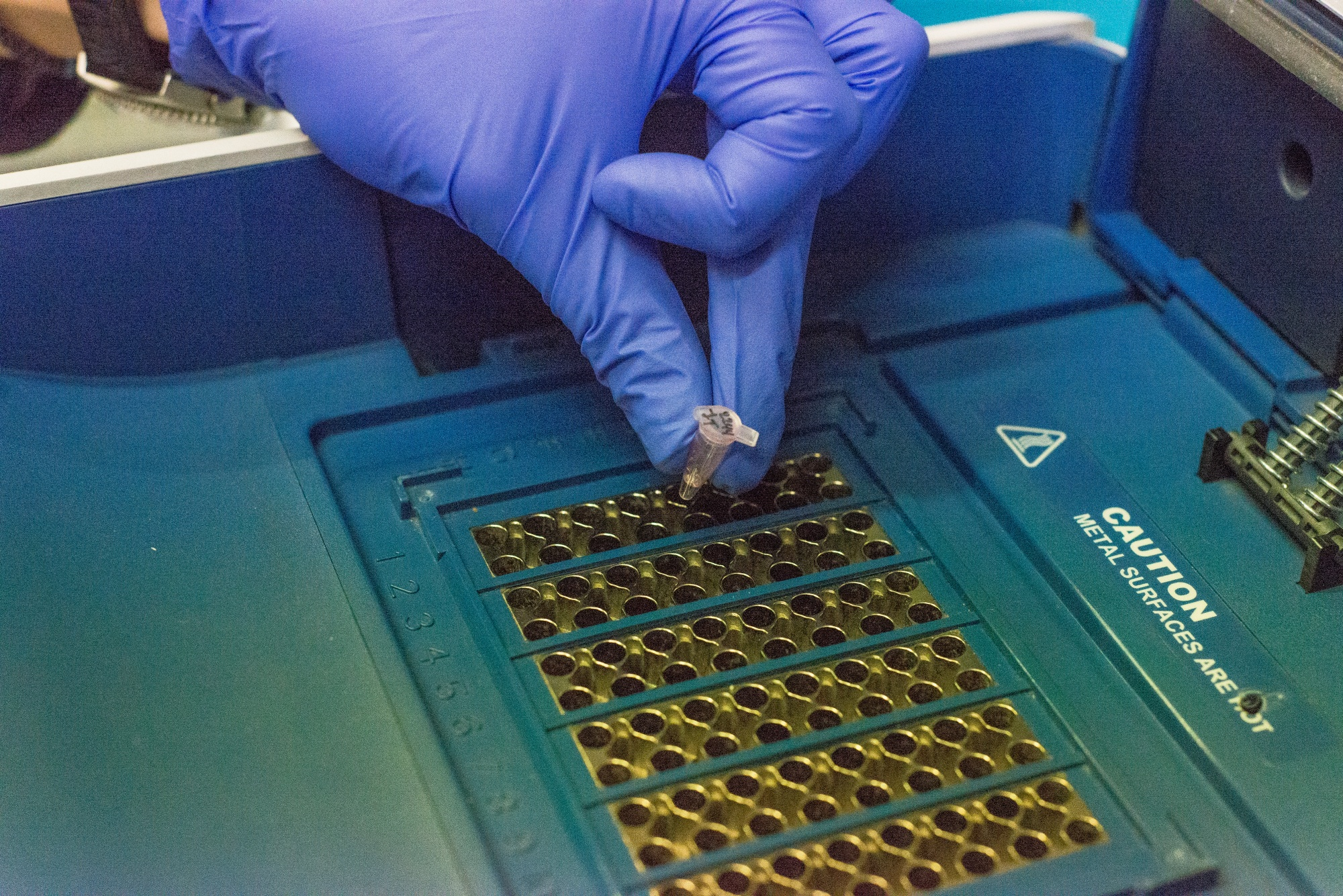
Một khâu trong quá trình xét nghiệm di truyền ở phòng thí nghiệm.

Xét nghiệm di truyền là một loại xét nghiệm y học dùng để xác định những biến đổi trong vật chất di truyền của đối tượng cần xét nghiệm. Thuật ngữ này dịch từ thuật ngữ tiếng Anh là "Genetic testing".
Đối tượng xét nghiệm thường là con người, trong trường hợp này, xét nghiệm di truyền thuộc lĩnh vực Di truyền y học người. Khi đối tượng xét nghiệm là loài sinh vật khác (thường là thú nuôi, động vật hoang dã cần bảo tồn,...), thì xét nghiệm thuộc về lĩnh vực Thú y học. Cũng có khi dùng để nghiên cứu các đột biến ở các vật nuôi, trường hợp này thuộc lĩnh vực Di truyền học.
Mẫu xét nghiệm có thể là ADN hoặc nhiễm sắc thể hay prôtêin, tuỳ trường hợp cụ thể. Trong trường hợp mẫu là ADN, thì gọi là xét nghiệm ADN hay lập hồ sơ DNA, mà một trong các ứng dụng thường gặp của kiểu này ở người là dùng xác định nhân thân. Tuy nhiên, xét nghiệm di truyền - theo nghĩa hẹp hơn - dùng để chỉ các kiểu xét nghiệm để phát hiện hay dự đoán tình trạng rối loạn di truyền. Chẳng hạn, hiện nay áp dụng ở người đã có hơn 77.000 loại xét nghiệm di truyền, nhờ đó phát hiện nhiều rối loạn di truyền của người. Tất cả các xét nghiệm di truyền đều đòi hỏi phải tiến hành trong phòng thí nghiệm đủ tiêu chuẩn và hiện chưa có xét nghiệm nhanh trong các lĩnh vực này. Vì các đột biến gen thường ảnh hưởng trực tiếp đến protein mà gen đó mã hóa, nên xét nghiệm bệnh di truyền thường dựa vào protein hoặc dẫn xuất  của nó, thuận tiện hơn là xét nghiệm trực tiếp gen đột biến.

## Các loại xét nghiệm di truyền
Xét nghiệm ADN, nhiễm sắc thể hay protein và các chất chuyển hóa chính nhằm phát hiện các bệnh di truyền có liên quan đến kiểu gen, đột biến gen, hoặc bộ nhiễm sắc thể cho mục đích y học. Nó có thể cung cấp thông tin có liên quan đến gen và nhiễm sắc thể của người xét nghiệm trong suốt quá trình sống.

### Các loại xét nghiệm di truyền hiện nay

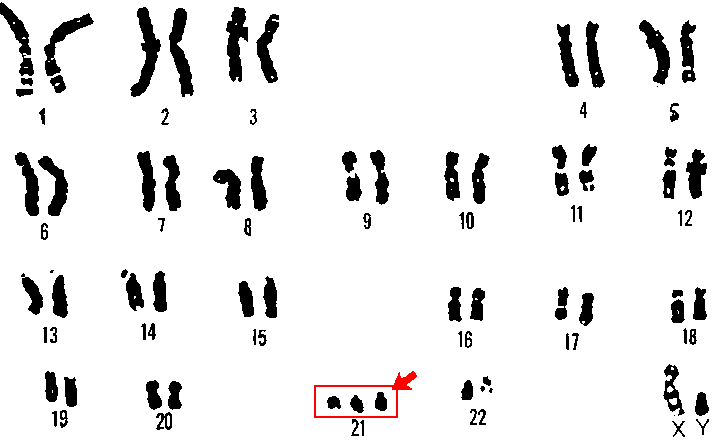
Ảnh chụp lại nhân đồ (karyotype) một tế bào thai bong ra trong nước ối của mẹ cho biết đứa trẻ tương lai bị hội chứng Đao (3.21).

- Sàng lọc sơ sinh: là các xét nghiệm được sử dụng cho các trẻ sơ sinh để xác định các bệnh rối loạn nội tiết và rối loạn chuyển hóa có thể chữa trị trong giai đoạn đầu ngay sau sinh. Chương trình xét nghiệm dành cho trẻ sơ sinh cho các bệnh xác định là các xét nghiệm di truyền được thực hiện rộng rãi ở nhiều nước trên thế giới. Tại Việt Nam, chương trình sàng lọc sơ sinh quốc gia đã triển khai 3 bệnh lý cơ bản là thiếu men G6PD bẩm sinh, suy giáp bẩm sinh và tăng sản tuyến thượng thận Ngoài ra hiện nay sàng lọc sơ sinh được triển khai ở Việt Nam còn có gói xét nghiệm 48 bệnh di truyền phổ biến thuộc 4 nhóm bệnh cơ bản là rối loạn chuyển hóa Acylcarnitine, rối loạn chuyển hóa amino acid, rối loạn hemoglobin, các xét nghiệm sinh hóa,  ở trẻ sơ sinh nhằm phát hiện các bệnh rối loạn chuyển hóa hiếm gặp.
- Xét nghiệm chẩn đoán: xét nghiệm chẩn đoán được sử dụng để phân tích hoặc chữa trị những dạng bệnh có liên quan đến nhiễm sắc thể hoặc di truyền đặc biệt. Trong nhiều trường hợp, các xét nghiệm di truyền được dùng để xác nhận sự chẩn đoán các dạng đột biến và các triệu chứng của chúng. Các xét nghiệm phân tích có thể được thực hiện ở bất kỳ thời gian nào trong cuộc đời nhưng không phải cho tất cả các gen di truyền hoặc trong tất cả các điều kiện. kết quả của xét nghiệm chẩn đoán có thể ảnh hưởng đến sự lựa chọn của một người trong việc chăm sóc sức khỏe và kiểm soát bệnh tình.
- Xét nghiệm thể mang (carrier screening): là loại xét nghiệm được sử dụng để xác định xem một người có mang một bản sao của gen bị đột biến gây ra các rối loạn di truyền. Dạng xét nghiệm này hầu hết được sử dụng cho các cặp vợ chồng hoặc những cá nhân mà gia đình có tiền sử bệnh di truyền hoặc những người trong nhóm có nguy cơ cao trước khi mang thai để xác định nguy cơ mà đứa con có thể mắc phải các bệnh di truyền.
- Chẩn đoán di truyền tiền làm tổ (preimplantation genetic diagnosis): là một dạng xét nghiệm chẩn đoán các bất thường di truyền được thực hiện ở giai đoạn đầu của phôi con người trong quá trình thụ tinh trong ống nghiệm, trước khi phôi bám vào nội mạc tử cung để làm tổ.
- Xét nghiệm tiền sản (prenatal diagnosis): là xét nghiệm dùng để phát hiện sự thay đổi trong gen nằm trên NST của thai nhi. Các xét nghiệm này được cung cấp cho các thai phụ đang mang thai nằm trong nhóm có nguy cơ cao mắc các bệnh đột biến di truyền. Trong một vài trường hợp, xét nghiệm tiền sản có thể làm giảm bớt sự không chắc chắn của các cặp vợ chồng, giúp họ quyết định có nên bỏ thai hay không. Tuy nhiên xét nghiệm này không thể xác định được tất cả các rối loạn di truyền và di tật bẩm sinh. Hiện nay có hai hình thức xét nghiệm tiền sản bao gồm: xét nghiệm sàng lọc huyết thanh người mẹ và xét nghiệm di truyền tiền sản không xâm lấn (NIPT).
- Xét nghiệm tiên đoán và xét nghiệm trước triệu chứng (predictive and presymptomatic test): là xét nghiệm để phát hiện các đột biến gen có liên quan đến bệnh có thể xuất hiện sau sinh hoặc trong quá trình sinh sống sau này. Các xét nghiệm này có thể giúp cho những người mà gia đình có tiền sử bệnh di truyền hoặc những người chưa có biểu hiện bệnh trong thời gian xét nghiệm. Xét nghiệm tiên đoán có thể xác định các đột biến có khả năng làm gia tăng nguy cơ phát triển bệnh có liên quan đến gen trên những người thừa hưởng đột biến di truyền như các dạng ung thư như ung thư vú. Xét nghiệm trước triệu chứng có thể xác định trước một người sẽ phát triển trước rối loạn di truyền như bệnh hemochromatosis (một dạng rối loạn quá tải sắt) trước khi bất kỳ các dấu hiệu nào của bệnh xuất hiện. Kết quả các xét nghiệm tiên đoán và xét nghiệm trước triệu chứng có thể đưa ra thông tin về nguy cơ của một người có thể mắc rối loạn di truyền cụ thể và đưa ra các lời khuyên trong việc chăm sóc y tế.
- Pharmacogenomics: là xét nghiệm di truyền để xác định sự ảnh hưởng của các biến thể di truyền đến sự đáp ứng của thuốc.

### Xét nghiệm không dùng chẩn đoán
- Xét nghiệm DNA pháp lý (Forensic testing): là các xét nghiệm pháp lý sử dụng trình tự DNA để xác định mối quan hệ của những người tham gia xét nghiệm theo mục đích pháp lý. Không giống như những xét nghiệm di truyền thuộc lĩnh vực y học, xét nghiệm DNA pháp lý không dùng để hỗ trợ phát hiện đột biến gen gây bệnh mà dùng để xác định tội phạm, nạn nhân trong các thảm họa hoặc xác định các mối quan hệ huyết thống.
- Xét nghiệm cha (mẹ) con (Parental testing): là xét nghiệm di truyền sử dụng các marker DNA đặc biệt để xác định hai người tham gia xét nghiệm có quan hệ huyết thống cha (mẹ) con hay không. Dựa theo quy luật di truyền, người con nhận một nửa gen của người cha và một nửa gen của người mẹ, vì vậy xét nghiệm DNA cha (mẹ) con so sánh gen của người cha (mẹ) và người con và kiểm tra cấu trúc gen của mỗi người để tìm ra sự trùng khớp của các cấu trúc DNA tại những vị trí đặc biệt để đưa ra kết luận có quan hệ huyết thống hay không.
- Xét nghiệm DNA phả hệ (Genealogical DNA test): dùng để xác định tổ tiên hoặc di truyền theo các nhóm chủng tộc theo phả hệ di truyền.
- Xét nghiệm Gen ung thư di truyền DNA Medical Technology (Cancer DNA testing): dùng để tầm soát, phát hiện ung thư di truyền từ cha, mẹ, người thân trong gia đình, họ tộc.
- Giải mã gen cho trẻ: giúp biết được những bí mật về tính trạng, thể chất, dinh dưỡng và những yếu tố di truyền mà chúng ta kế thừa từ các thế hệ trước.